# Salih Yoluç
Salih Yoluç, född den 22 augusti 1985 i Istanbul är en turkisk racerförare.